# 공간에서의 독특한 형태의 연속성

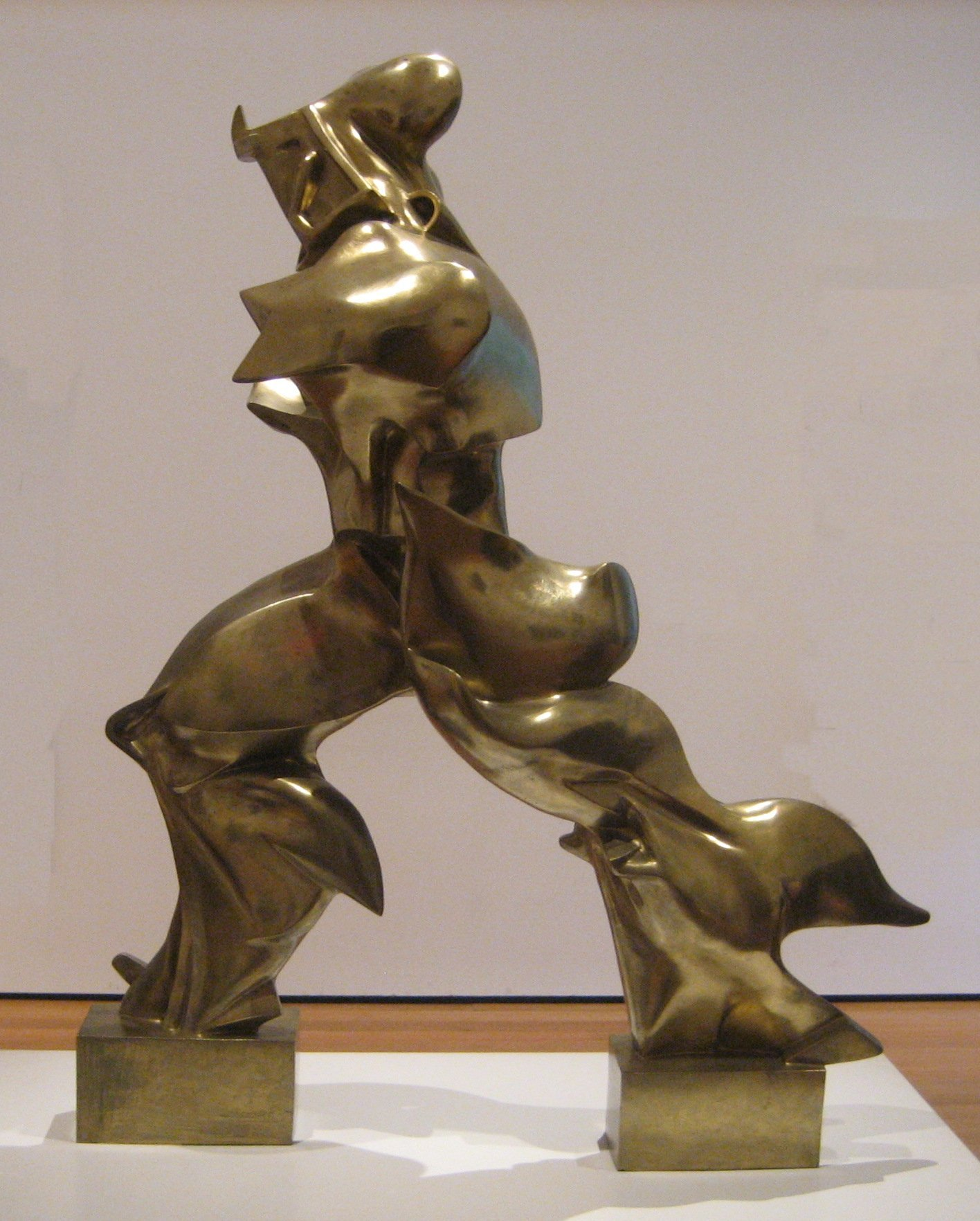
공간에서의 독특한 형태의 연속성

공간에서의 독특한 형태의 연속성(空間에서의 獨特한 形態의 連續性, 이탈리아어: Forme uniche della continuità nello spazio)은 이탈리아의 조각가인 움베르토 보초니가 1913년에 제작한 미래파 청동 조각 작품이다.
높이는 111.44cm이며 미국 뉴욕 근대미술관에 소장되어 있다. 사람의 움직임에서 느껴지는 유연함을 형상화한 것이 특징이다. 이탈리아의 20유로센트 주화 앞면에 새겨져 있다.